# Medahates
Medahates (ou maddahât, singulier meddaha, en arabe : مداحات) sont des ensembles vocaux féminins algériens qui animent les fêtes familiales en Oranie. Dans la région de Tlemcen, ce genre musical est appelé chant des fqirât.

## Étymologie
Le mot medahates au singulier meddaha, est de l'arabe madh : « chants de louange », car elles ont leur propre répertoire : un ensemble de chants édifiant (madh), à l'origine des textes confrériques.

## Un ensemble féminin
Les medahates sont des ensembles vocaux féminins qui animent les mariages, baptêmes, et veillées religieuses en Oranie et produisent devant un auditoire exclusivement féminin. Elles sont composées de trois à quatre musiciennes et une meddaha « chef-d'orchestre », qui chante et joue de la tbîla. 
Les thèmes peuvent être mystiques, panégyriques portés par une poésie complexe ou bien plus festifs destinés à la danse avec des rimes abordant le quotidien et la vie intime des femmes. La majorité des textes, s'ils ne sont pas tirés de répertoires soufis anciens, sont soit inspirés de la poésie populaire, ou improvisés par les maddahates. Ils consistent en des éloges dédiés au prophète et aux saints des villes. La quasi-totalité des chansons ont ainsi un aspect religieux. En outre, le répertoire des medahates comprenait des formes de la nouba algérienne : inqilābāt ainsi que qadriyyāt utilisant la mélodie zindani.
Dans la région de Tlemcen, ce genre musical est appelé chant des fqirât, les instruments à percussion sont utilisés : gallal, tbila (petit tamboure), tar et parfois bendir, pour animer les danses conduisant à la transe. Le répertoire de ces chants est riche mais peu connu du grand public, cette vieille tradition allie poésie et rythme par la grâce de la voix et la sensibilité poétique. De nos jours, des chanteurs comme Nouri Koufi, Brahim Hadj Kacem perpétuent le folklore des fqirât dans des chansons.
Dans l'Algérois, les orchestres féminins sont appelés mesemaat, de samâa : « audition mystique ».

## Évolution

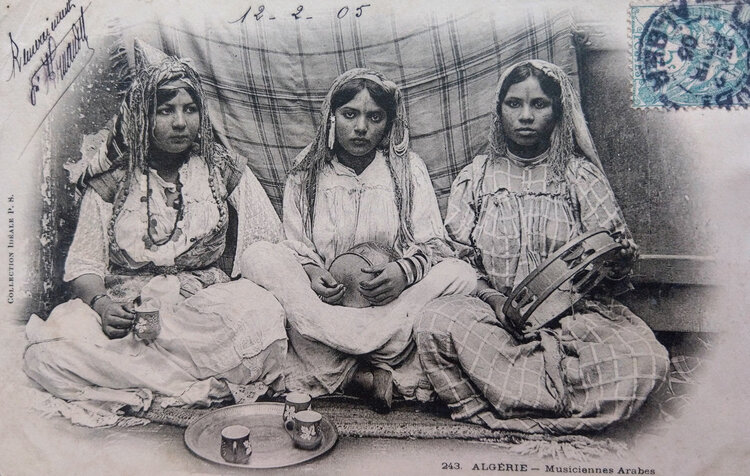
Musiciennes d’Algérie au début du XXe siècle.

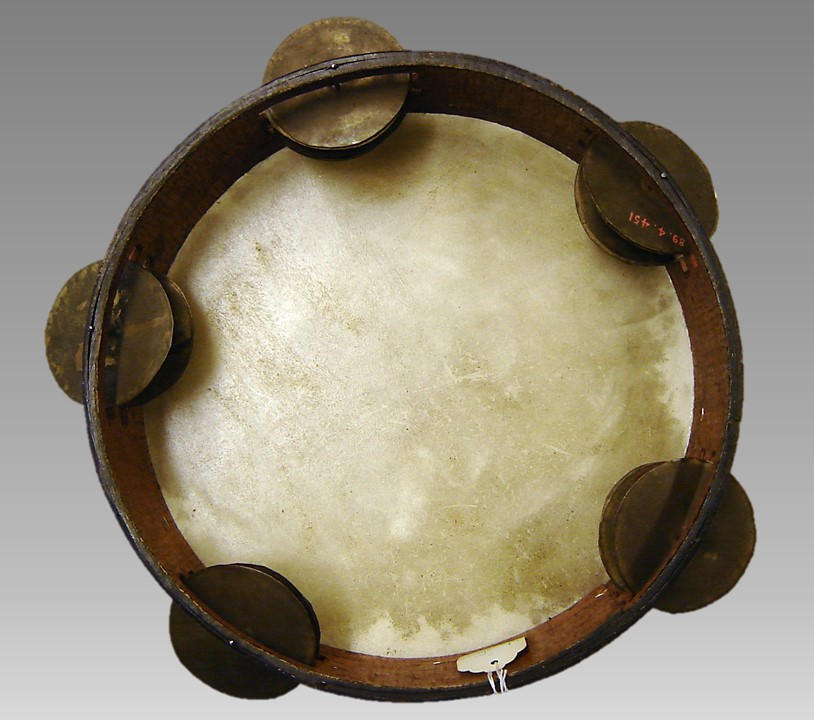
Tar algérien du XIXe siècle.

Les Medahates sont apparues dans l'Ouest algérien, à Mostaganem où le nombre de zaouïas est considérable, probablement au XVIe siècle, ou avant. Elles doivent être l'essor ou le prolongement du soufisme qui s'est développé dans la région vers le XIIe siècle. 
Elles ont connu un succès considérable à Oran au début du XXe siècle. Il y avait de nombreux groupes avant l'indépendance, notamment dans les quartiers de Médina Jdida, de Derb et de Sidi El Houari. Dans les années 1930, leur répertoire connut un renouvellement important avec les poèmes mystiques d'Abdelkader Bentobdji (1871-1948). Après l'indépendance, de nouveaux groupes apparaissent, qui se différencient des premières par l'introduction du rabâb et par leur répertoire plus large qui va inclure des chansons raï. Le monde des meddahates était sacré, interdit aux hommes. Mais dans les années 1980, un homme a pénétré une troupe. Depuis quelques hommes ont conquis cet espace, le désacralisant de fait. Ce qui a engendré un genre modernisé.
Depuis les années 1990, ce genre musical a diminué, à cause notamment de la vieillesse ou la disparition de certaines chikhas. De nos jours, les DJ ont remplacé les meddahates dans les mariages. Toutefois, le désir des familles pour les fêtes avec meddahates n'a pas totalement disparu, certaines troupes reviennent sur scène ces dernières années. Certaines chikhas devenues âgées, se contentent de chansons religieuses. Elles montent une troupe, appelée « fkirates » ou « fakirates ». Ce faisant, elles portent des tenues tout en blanc, signe de simplicité.
Plusieurs chanteuses du raï sont issues des meddahates : Zahouania, Chaba Zohra, Fadela, et même le chanteur Cheb Abdou ou encore Cheb El-Houari Sghir. Ces groupes sont essentiellement issus de la région d'Oran, creuset historique du raï. Chikha Essebsâjiya, originaire de Mostaganem, est considérée comme la dernière madaha représentante de ce genre musical ayant chanté les textes de Sidi Lakhdar Ben Khlouf en louange aux saints patrons des villes d'Oran, de Mostaganem et de Mascara. Beaucoup de chanteuses, spécialisées dans les cérémonies dites Mahdhar (musique de transe), sont restées inconnues ou méconnues. Leur vie était souvent très précaire.
Le répertoire des meddahates a été une des sources du raï. En effet, à ses débuts, la chanson raï s'inspire pour l'essentiel du répertoire des cheikhate et des meddahate. Il y a une distinction entre une Chikha (chanteuse des groupes féminins traditionnels, métier plus marginal), une Medaha et une Chaba (titre des chanteuses de raï électrique), la seule chanteuse qui a eu une expérience dans les trois statuts est Zahouania.
Vers la fin des années 2010 plusieurs artiste de rai électrique reprennes les répertoires des anciennes chikhates sur un rythme un peu plus moderne, ces chanteurs d'aujourd'hui ont su se faire une place dans le domaine comme Cheba Ibtissem, Cheikh Mourad Djadja ou encore Cheba Dalila.

## Exemple de texte
Les chansons sont écrites dans le dialecte de l'Ouest algérien, avec des termes simples mais riches en valeurs morales.
Exemple d'une pièce de Kheïra Es-sebsadiyya en l'honneur du saint patron d'Oran, Sidi El Houari, qui deviendra l'un des chants principaux du répertoire des medahates :
« El Houari Sid elmlah 

‘âyat li ‘âjlan
a 
Adali ‘aqli ou rah
 
Ou ‘âlih fnit ana 

El Houari jani b‘îd 

Houbou fi qalbi chdid. »
« El Houari Seigneur parmi les meilleurs 

M'a appelée d'urgence 

Il m'a ravi l'esprit et s'en est allé
 
Pour lui je me meurs 

El Houari est trop loin de moi 

Son amour dans mon cœur reste si puissant. »
Ou bien :
« El-Horm ya rasoul-Allah, El-Horm ya habib-Allah, lyoum jit a’ndek kased »
« Ta protection, oh Prophète de Dieu, ta protection, oh l’aimé de Dieu, je viens, pieds nus, demander ta protection »
Et aussi :
« sid al-haraq ya melah, dali aakli w rah, howa jay b selah w laaskar bih dayra, »
« Sidi al-haraq, oh gens de bien, il a pris mon esprit avec lui, il est venu pour le bien, entouré de soldat. »